# Schinus
Schinus är ett släkte av sumakväxter. Schinus ingår i familjen sumakväxter.

## Dottertaxa tillSchinus, i alfabetisk ordning[1]
- Schinus areira
- Schinus bumelioides
- Schinus engleri
- Schinus fasciculatus
- Schinus ferox
- Schinus gracilipes
- Schinus johnstonii
- Schinus kauselii
- Schinus latifolius
- Schinus lentiscifolia
- Schinus longifolia
- Schinus marchandii
- Schinus meyeri
- Schinus microphyllus
- Schinus molle
- Schinus montanus
- Schinus myrtifolia
- Schinus odonellii
- Schinus patagonicus
- Schinus pearcei
- Schinus piliferus
- Schinus polygamus
- Schinus praecox
- Schinus ramboi
- Schinus roigii
- Schinus spinosus
- Schinus terebinthifolius
- Schinus weinmanniifolius
- Schinus velutinus
- Schinus venturii